# Micropentila fulvula
Micropentila fulvula är en fjärilsart som beskrevs av Hawker-smith 1933. Micropentila fulvula ingår i släktet Micropentila och familjen juvelvingar. Inga underarter finns listade i Catalogue of Life.